# União do Sul
União do Sul é um município brasileiro do estado de Mato Grosso. Localiza-se no centro-norte matrogrossense, distando 643 km de Cuiabá, a capital do estado. Ocupa uma área de 4 590,628 km², e sua população no censo de 2024 do Instituto Brasileiro de Geografia e Estatística é de 3.897 habitantes, sendo o 117.º município mais populoso do estado.
A sede tem uma temperatura média anual de 24 ºC. O seu Índice de Desenvolvimento Humano (IDH) foi inferido em 0,665 no ano de 2010, considerado como médio pelo Programa das Nações Unidas para o Desenvolvimento (PNUD). Seu Produto Interno Bruto (PIB) foi estimado em R$ 504,232 milhões no ano de 2021. O PIB per capita era o 16.º maior do estado e o 95.º do país no mesmo ano. O setor primário é predominante na economia local, correspondendo a aproximadamente 78% do valor adicionado bruto. Em 2010, a taxa de atividade econômica era de 70,04% entre os maiores de dezoito anos, enquanto o salário médio em 2021 foi de 2,2 salários mínimos.
A região que atualmente compreende União do Sul, antes parte do município de Sinop, foi fundada por famílias de trabalhadores vindos inicialmente da Região Sul do Brasil. Formada uma vila em 1982, adotou-se o nome "União do Sul", em referência à origem das famílias, sendo elevada à categoria de município no ano de 1995.

## História
A região que atualmente compreende União do Sul pertencia ao município de Sinop, precisamente ao Distrito de Cláudia.
Na década de 1970, agricultores provenientes da Região Sul do Brasil continuaram a emigrar para o estado de Mato Grosso. Nas novas cidades, reproduziam o padrão sulista de colonização, o qual abrangia a forma de fundação de cidades, como sua divisão e venda dos lotes.
A colonização na região ocorreu por intermédio da Colonizadora Itaipu, responsável pela venda das terras e a organização das famílias. As primeiras chegaram em 19 de julho de 1982 e posteriormente fundaram uma vila.
Durante as discussões sobre o nome a ser dado ao local, alguns moradores sugeriram "Nova Concórdia", em alusão ao município de Concórdia, em Santa Catarina, onde muitos haviam nascido. Não obstante, optaram por "União do Sul", pois as famílias eram originárias dos estados sulistas de Santa Catarina, Paraná e Rio Grande do Sul.
A comunidade realizou mutirões para a construção da infraestrutura local, a qual passou a contar com escola, igreja e salão de festas. Na década de 1990, registrou-se a chegada de outras famílias, principalmente do Norte e Nordeste. No mesmo período, foi regularizado o fornecimento de energia elétrica, água potável e telefonia.
Foi elevado à categoria de município pela Lei n.º 6.701/1995, com o desmembramento dos municípios de Cláudia, Marcelândia e Santa Carmem.

## Geografia

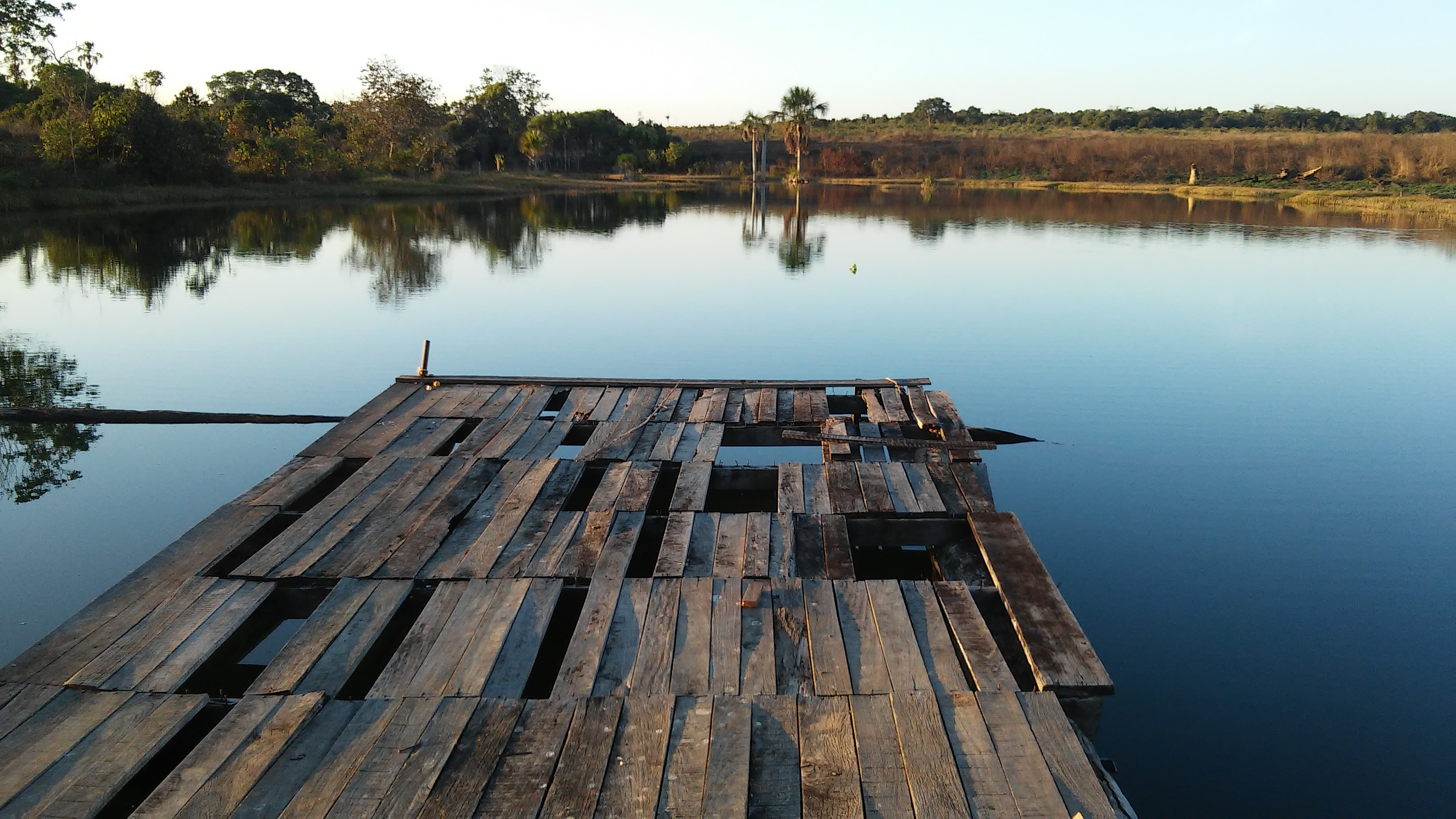
Paisagem de União do Sul

O município está localizado na região centro-norte do estado de Mato Grosso, estando distante a 643 quilômetros de Cuiabá, capital estadual. Situa-se a 11º31'42" de latitude sul e 54º21'36" de longitude oeste. Com uma área de 4.590,628 km², limita-se com os municípios de Cláudia, Feliz Natal, Marcelândia, Nova Santa Helena e Santa Carmem. De acordo com a divisão do Instituto Brasileiro de Geografia e Estatística, pertence às Regiões Geográficas Intermediária de Sinop e Imediata de Sinop.
A altitude média do município é de 346 metros acima do nível do mar, com mínima de 271 metros e máxima de 448 metros. O território é composto integralmente pelo bioma Amazônia. O clima é equatorial quente e úmido, com temperatura média anual de 24°C. Posssui um índice de pluviosidade anual de 2.500 mm. Pertence à bacia hidrográfica do Amazonas.

## Demografia
Em 2022, a população do município foi contada pelo Instituto Brasileiro de Geografia e Estatística em 3.838 habitantes. Dos 142 municípios de Mato Grosso, era o 117.º mais populoso. De acordo com o censo daquele ano, 2.011 (52,40%) habitantes eram homens e 1.827 (47,60%) mulheres.
Conforme a pesquisa de autodeclaração do censo do IBGE de 2022, a população era composta por 1.991 pardos (51,9%), 1.429 brancos (37,2%), 414 pretos (10,8%), dois indígenas (0,05%) e dois amarelos (0,05%). Em relação à pirâmide etária, 2.599 (67,71%) pessoas tinham entre 15 a 64 anos da idade, 986 (25,69%) menos de 15 anos e 253 (6,59%) mais de 65 anos. Não haviam centenários no município.
O Índice de Desenvolvimento Humano Municipal (IDH-M) de União do Sul, de 0,665 em 2010, era considerado médio pelo Programa das Nações Unidas para o Desenvolvimento (PNUD). O mesmo indicador havia sido apurado em 0,525 em 2000. Considerando-se apenas o índice de educação, o valor é de 0,556, sendo o de longevidade 0,797 e o de renda 0,665. O coeficiente de Gini, que mede a desigualdade social, era de 0,45, sendo que 1,00 é o pior número e 0,00 é o melhor. A taxa de mortalidade infantil era de 19 e a expectativa de vida era de 72,79 anos.

## Política e administração
O Poder Executivo do município é chefiado pelo prefeito, auxiliado por nove secretários. Desde janeiro de 2021, o executivo é comandado por Claudiomiro Jacinto de Queiroz, enquanto o vice-prefeito é Itacir José Biolchi. Ambos foram eleitos em novembro de 2020 com 1.618 votos (100%).
O Poder Legislativo é representado pela Câmara Municipal de Vereadores, formada por nove vereadores. O legislativo é dirigido pelo presidente, o qual compõe a mesa diretora juntamente com o vice-presidente e dois secretários. Cabe à casa elaborar e votar leis fundamentais à administração e ao Executivo, além de fiscalizá-lo.
O município é jurisdicionado pela Comarca de Cláudia, do Tribunal de Justiça do Estado de Mato Grosso. A comarca foi instalada em 17 de dezembro de 2004.
Na política nacional, Jair Bolsonaro (PL) obteve 1.567 votos (69,27%) no segundo turno da eleição presidencial de 2022, superando o presidente eleito Luiz Inácio Lula da Silva, o qual recebeu 695 votos (30,73%). Para o governo de Mato Grosso, Mauro Mendes (UNIÃO) angariou 1.827 votos (89,65%), enquanto Wellington Fagundes (PL) conseguiu 1.457 votos (77,50%).
| Ano  | Eleitorado | Candidato eleito                     | Votos - %      | Segundo colocado | Votos - %    | Outros | Votos brancos e nulos |
| ---- | ---------- | ------------------------------------ | -------------- | ---------------- | ------------ | ------ | --------------------- |
| 2020 | 2.667      | Claudiomiro Jacinto de Queiroz - MDB | 1.618 - 100%   | -                | -            | -      | 435 - 21,19%          |
| 2016 | 2.570      | Claudiomiro Jacinto de Queiroz - PSD | 1.237 - 63,66% | Sergio - DEM     | 706 - 36,34% | -      | 44 - 2,21%            |
| 2012 | 2.627      | Ildo Medeiros - PMDB                 | 1.325 - 100%   | -                | -            | -      | 743 - 35,93%          |

| Ano  | Eleitorado | Primeiro colocado    | Votos - %      | Segundo colocado               | Votos - %    | Outros | Votos brancos e nulos |
| ---- | ---------- | -------------------- | -------------- | ------------------------------ | ------------ | ------ | --------------------- |
| 2022 | 3.018      | Jair Bolsonaro - PL  | 1.567 - 69,27% | Luiz Inácio Lula da Silva - PT | 695 - 30,77% | -      | 15 - 0,66%            |
| 2018 | 2.541      | Jair Bolsonaro - PSL | 1.036 - 60,73% | Fernando Haddad - PT           | 670 - 39,27% | -      | 52 - 2,96%            |
| 2014 | 2.575      | Aécio Neves - PSDB   | 980 - 59,61%   | Dilma Rousseff - PT            | 664 - 40,39% | -      | 20 - 1,20%            |

## Economia

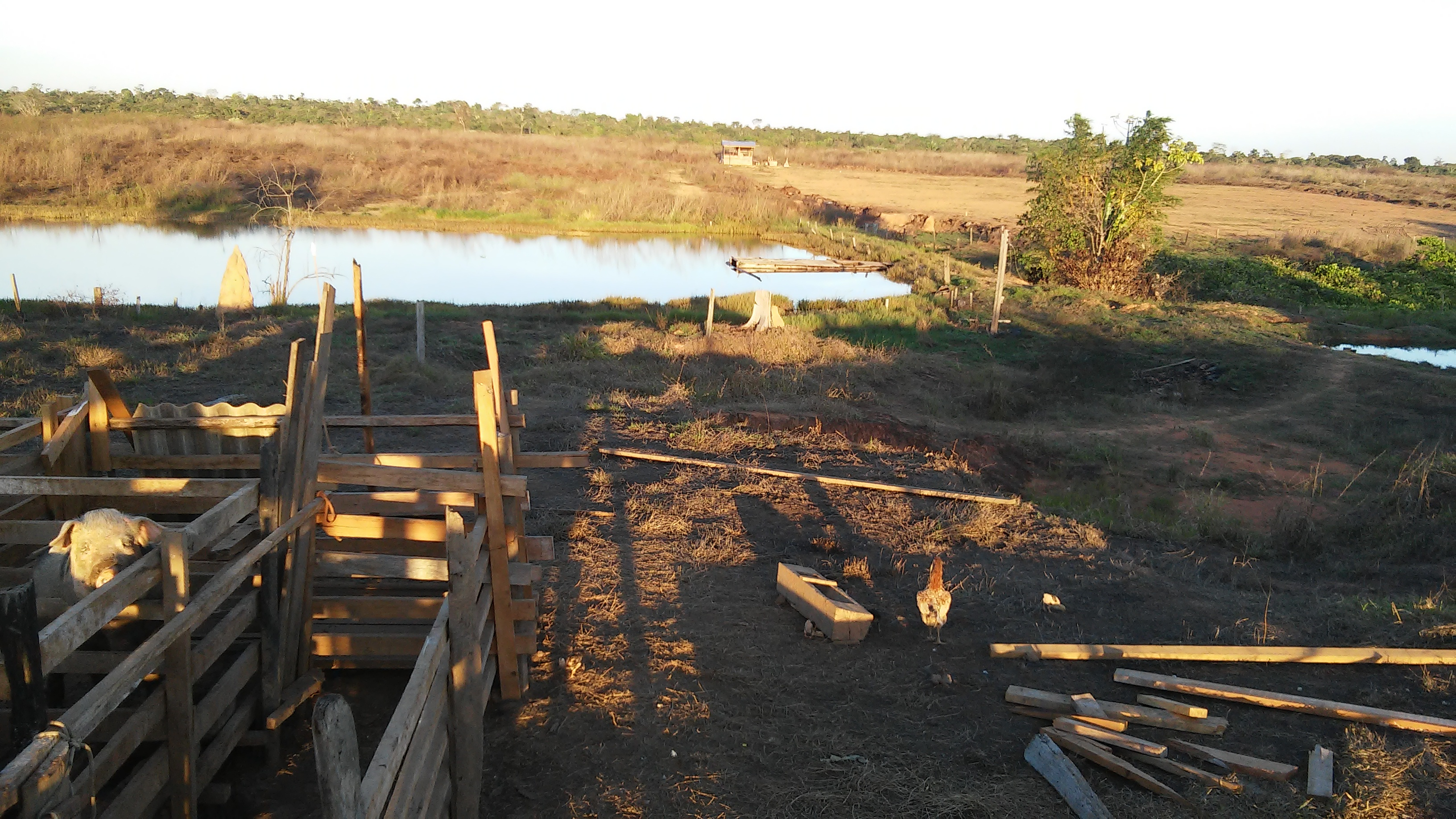
Zona rural de União do Sul

O Produto Interno Bruto (PIB) de União do Sul foi estimado em R$ 504,232 milhões no ano de 2021. Era o 81.º município com maior PIB do estado de Mato Grosso e o 1.745.º do Brasil. O PIB per capita era de R$ 145.942,70, o 16.º maior do estado e 95.º do país.
O setor primário é o mais relevante para a economia municipal. O valor adicionado bruto da agropecuária era de R$ 394,219 milhões no ano de 2021. Em 2019, foram produzidos no município cultivos de milho (212,1 mil toneladas), soja (195,8 mil toneladas), algodão (18,1 mil toneladas) e arroz (16,5 mil toneladas). O rebanho bovino possuía 37 mil cabeças, com 335 vacas ordenhadas, que produziam 470 mil litros de leite. O rebanho galináceo contava com 8,9 mil cabeças, produzindo 37 mil dúzias de ovos, além de 1.978 ovinos e 1.810 suínos.
O valor adicionado bruto da indústria era de R$ 14,030 milhões, no mesmo ano; o de serviços foi estimado em R$ 45,270 milhões.
O setor da administração pública participava com 6,2% do valor adicionado bruto.
Em 2010, 70,04% da população maior de dezoito anos era economicamente ativa, enquanto a taxa de desocupação era de 3,20%. O salário médio foi aferido em 2,2 salários mínimos no ano de 2021.
Em 2017, as receitas orçamentárias do município eram de R$ 18.251,94 milhões, enquanto os gastos orçamentários somavam R$ 15.734,27 milhões.